# 安德列斯長舌蝠屬
安德列斯長舌蝠屬（学名：Monophyllus），哺乳綱、翼手目、葉口蝠科的一屬，而與安德列斯長舌蝠屬（小安德列斯長舌蝠）同科的動物尚有蕉蝠屬（蕉蝠）、鼓頦長舌蝠屬（鼓頦長舌蝠）、長齒長舌蝠屬（暗色長齒長舌蝠）、索熱爾長舌蝠屬（白長舌蝠）等之數種哺乳動物。

## 下属物种
- 小安德列斯长舌蝠 (巴島長舌蝠) Monophyllus plethodon Miller, 1900
- 牙買加長舌蝠 Monophyllus redmani Leach, 1821